# Distrikt Chilcas
Der Distrikt Chilcas liegt in der Provinz La Mar in der Region Ayacucho in Südzentral-Peru. Der Distrikt wurde am 17. Oktober 1893 gegründet. Er besitzt eine Fläche von 154 km². Beim Zensus 2017 wurden 1738 Einwohner gezählt. Im Jahr 1993 lag die Einwohnerzahl bei 1759, im Jahr 2007 bei 2617. Sitz der Distriktverwaltung ist die 3220 m hoch gelegene Ortschaft Chilcas mit 243 Einwohnern (Stand 2017). Chilcas liegt knapp 20 km südsüdöstlich der Provinzhauptstadt San Miguel.

## Geographische Lage
Der Distrikt Chilcas liegt in der peruanischen Zentralkordillere im zentralen Südwesten der Provinz La Mar. Der Distrikt wird im Osten vom Río Pampas sowie im Norden von dessen linken Nebenfluss Río Torobamba begrenzt.
Der Distrikt Chilcas grenzt im Süden an den Distrikt Luis Carranza, im äußersten Westen an den Distrikt Acocro (Provinz Huamanga), im Nordwesten an den Distrikt San Miguel, im Nordosten an den Distrikt Anco sowie im Osten an den Distrikt Huaccana (Provinz Chincheros).

## Ortschaften
Neben dem Hauptort gibt es folgende größere Ortschaften im Distrikt:
- Esccana (299 Einwohner)